# Glaresis pardoi
Glaresis pardoi är en skalbaggsart som beskrevs av Rudolph Petrovitz 1968. Glaresis pardoi ingår i släktet Glaresis och familjen Glaresidae. Inga underarter finns listade i Catalogue of Life.